# Nikolai Sidelnikov
Nikolai Nikolayevich Sidelnikov (óblast de Tver, 5 de juny, 1930, - Moscou, 20 de juny, 1992), va ser un compositor i professor soviètic. Artista popular de la RSFSR (1992).

## Biografia
N. N. Sidelnikov es va graduar al Conservatori Estatal de Moscou que porta el nom de P. I. Txaikovski l'any 1957 a la classe de composició d'Evgeniy Iosifovich Messner, estudi de postgrau a la classe de Iuri Xaporin; des de 1958, ajudant de Xaporin i Aram Khatxaturian; Des de 1961, va impartir la seva pròpia classe de composició al Conservatori de Moscou. Va ser un dels principals professors (des de 1981) del Conservatori de Moscou amb el seu mètode únic d'ensenyar la teoria i la pràctica de la composició. La seva escola va produir més d'una dotzena de joves compositors amb una reputació mundial fermament consolidada: entre ells V. P. Artyomov, E. N. Artemyev (organitzador i pioner de la música electrònica a l'URSS), D. N. Smirnov, V. G. Tarnopolsky, V. Komarov K., M. A. Minkov, V. I. Martynov, I. G. Sokolov, I. R. Yusupova, D. Dzhazylbekova, T. V. Komarova, S.V. Pavlenko, Vladimir Bitkin, Alexander Udaltsov, Kirill Umansky, Anton Rovner i altres.
Nikolai Sidelnikov és l'autor de tres òperes, el ballet "Stepan Razin", 6 simfonies, 3 oratoris i molta música coral, de cambra i instrumental. El seu primer èxit internacional el 1971 a la Tribuna de Compositors de la UNESCO de París li va portar els seus "Contes de fades russos", un concert per a 12 instrumentistes, que es trobava entre les deu millors obres de la Temporada Mundial de Concerts 1970/71. Les seves obres es van interpretar amb un èxit triomfal a Praga i Bratislava, Zagreb i Berlín, Milà, Amsterdam, París i Pequín.
De les últimes estrenes, m'agradaria destacar especialment les interpretacions de les seves obres a Nova York, aquesta és la Simfònica de Cambra per a violoncel, contrabaix, 2 pianos i percussió titulada “DUELS”, encarregada per Mstislav Rostropovich, al Concert del Merkin Hall, l'11 de març de 1990 i Simfonia basada en poemes de Mikhaïl Lérmontov “El món rebel del poeta” per a orquestra de cambra barítona, que amb gran va ser un èxit el 7 de febrer de 1991, també al "Merkin Concert Hall", i l'estrena del seu concert espiritual a la Catedral de la Santíssima Verge Maria al carrer 46 de Nova York sota la direcció d'Andrew Goodman.
Nikolai Sidelnikov va mantenir connexions creatives i pedagògiques amb molts músics i conservatoris d'Europa, Àsia i Amèrica.
N. N. Sidelnikov va morir el 20 de juny de 1992. Va ser enterrat a Moscou al cementiri de Troekurovski. El 29 de setembre de 2000, l'emissora de ràdio Sadko (202 m, 1.484 KHz) va acollir un concert-emissió dedicat al 70è aniversari del naixement de N. N. Sidelnikov.

## Filmografia[5]

#### Pel·lícules
| - 1959 — «The Overcoat (pel·lícula)» - 1962 — «High Water (pel·lícula)» - 1965 — «L'Avançada d'Ilitx\|Tinc vint anys» - 1966 — «Three Fat Men (pel·lícula)» - 1968 — «Jamilya (pel·lícula,)» - 1968 — «Com en dius?» - 1969 — «La terra de Varka» - 1969 — «Testimoni en cap» - 1970 — «A l'estepa blava\|Comissari d'Aliments» - 1970 — «Secretari del Comitè del Partit (pel·lícula)» - 1970 — «Секретарь парткома» - 1970 — «No hi havia vent» - 1972 — «Una visita de cortesia (pel·lícula)» - 1972 — «Mira aquesta cara» | - 1974 — «Seeking My Destiny» - 1976 — «M'has escrit...» - 1977 — «The Nose (pel·lícula)» - 1977 — «Схват» - 1979 — «Escenes de la vida familiar» - 1982 — «The Man Who Shut Down the City (pel·lícula)» - 1983 — «Jo, el fill del poble treballador...» - 1985 — «Cherry Pool (pel·lícula)» - 1985 — «Showdown in the Blizzard» - 1986 — «Ransom (pel·lícula,» - 1988 — «Perdona'ns, jardí» - 1989 — «Un viatge a Wiesbaden» - 1990 — «Footballer (film)» |

Dibuixos animats

- 1957 - "Compliment dels desitjos" (juntament amb Andrei Volkonsky)
- 1958 - "El secret d'una illa llunyana" (juntament amb Andrei Volkonsky)
- 1969 - "Cavall Vyatka"
- 1977 - "Zhiharka"
- 1977 - "Hi havia una vegada un pollastre"
- 1978 - "Poiga i la guineu"

## Llista d'articles sobre Nikolai Sidelnikov
1. "Nestyev sobre Sidelnikov", "Música soviètica" núm. 1, 1968.
2. .G. Khaimovsky "Imatges impressionants" (sobre "Contes de fades russos"), "Música soviètica", núm. 6, 1969.
3. E. Artemyev "Aixecant l'espasa", "Música soviètica", núm. 5, 1968
4. N. Sidelnikov sobre les seves simfonies, "Música soviètica" núm. 3, 1967.
5. Discurs de N. Sidelnikov al 2n Congrés de Compositors de la RSFSR, “Música soviètica” núm. 8, 1968.
6. Sobre la pel·lícula “There Was No Wind” (director Heddy Araya, dona del compositor, música de N. Sidelnikov, artista M. Romadin), “Soviet Music” núm. 5, 1971.
7. I. Martynov sobre la simfonia "Himne a la natura", "Música soviètica" núm. 4, 1971
8. R. Ledenev "Nikolai Sidelnikov i els seus "Contes de fades russos", "Vida musical" núm. 1, 1969
9. R. Ledenev sobre les simfonies "Duel", "El món rebel del poeta", "Música soviètica" núm. 10, 1975.
10. G. Grigorieva sobre el ballet "Stepan Razin", "Música soviètica" núm. 5, 1979
11. G. Grigoriev "El teu camí en l'art" i "Alçar l'espasa" (pel 50è aniversari), "Música soviètica" núm. 7, 1980
12. M. Rytsareva sobre "Romansero", "Música soviètica" núm. 5, 1982
13. Nestyev "Elegies de Sichuan", "Tardor de Moscou", núm. 4, 1984.
14. T. Frumkis “Sobre obres corals”, “Música soviètica” núm. 8, 1988.
15. L. Bakshi “Música que ens pot enriquir”, “Música soviètica” núm. 5, 1988
16. Nestyev "Poesia del dolor i la ira" (sobre "Romansero"), "Música soviètica" núm. 7, 1982.
17. N. Sidelnikov sobre la simfonia "El món rebel del poeta", "Música soviètica" núm. 7, 1971.
18. D. D. Xostakovitx sobre N. Sidelnikov, "Joves" núm. 5, 1968
19. N. Sidelnikov sobre "No hi havia vent", "Ràdio i televisió soviètiques" núm. 8, 1970.
20. Entrevista a N. Sidelnikov, òpera "Chertogon", "Música a l'URSS" octubre-desembre 1984
21. T. Baranova “Nikolai Sidelnikov”, “La música a l'URSS” jul-set. 1986
22. "Corona a N. N. Sidelnikov", "Acadèmia de música" núm. 1, 2001
23. S. Yakovenko "El món rebel del poeta", "Diari musical rus", núm. 8, 1992.
24. M. Nestyeva "Reunió nostàlgica" (sobre N. Sidelnikov, G. Khaimovsky), "Russian News", 25 de juny de 1994
25. "The Jerusalem Post" sobre l'estrena del cicle de piano "America it is my love" l'11 de març de 1995 al Targ Musik Center.

## Premis i honors
- Artista popular de la RSFSR (4 de febrer de 1992): per grans serveis en el camp de l'art musical
- Artista honorat de la RSFSR (9 de juliol de 1980)
- Premi Estatal de la RSFSR que porta el nom de M. I. Glinka (1984) - pel cicle coral "Romansero sobre l'amor i la mort" als poemes de F. Garcia Lorca i el concert per a 12 solistes "Contes de fades russos"